# شباك نظيفة

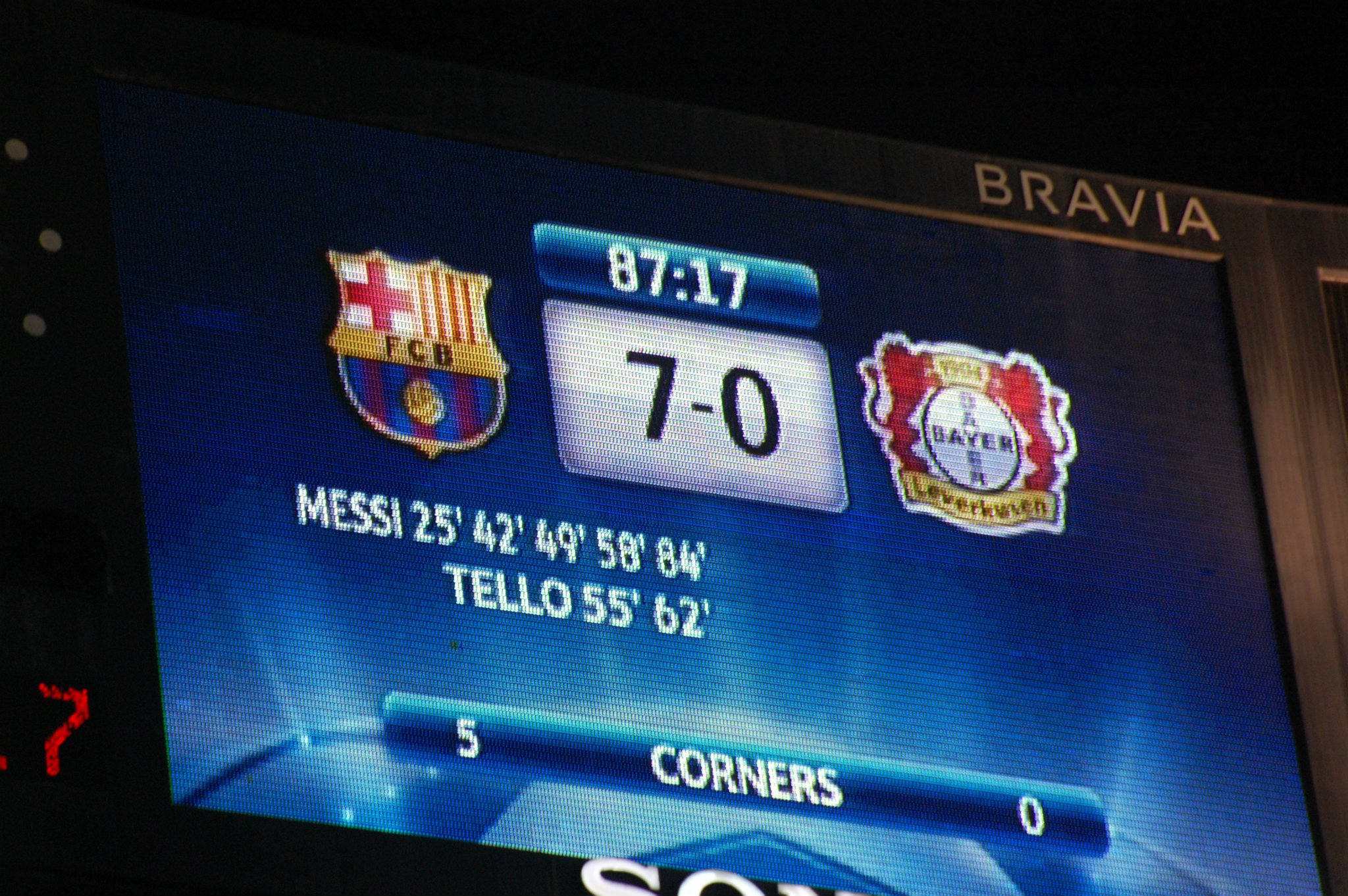
استطاع نادي برشلونة من الفوز على باير ليفركوزن دون ان تهتز شباكه

الشباك النظيفة تعبير رياضي يستعمل لوصف الفريق الذي أمكنه حرمان خصمه من تسجيل أي هدف أو نقطة في مرماه. وهو مصطلح يستعمل في رياضات مختلفة ككرة القدم وكرة القاعدة. لكنه يغيب عن بعض الرياضات الشهيرة مثل كرة الطائرة وكرة السلة التي يكون فيها من الصعب للغاية حرمان الخصم من الوصول إلى الشباك ولو لمرة واحدة بغض النظر عن ضعفه الهجومي أو نديته. يعزى الفضل عادة إذا ما تمكن الفريق من الخروج بشباك نظيفة إلى حارس المرمى أو ضارب البداية لكنه قد يعزى كذلك لضعف الخصم من الناحية الهجومية وعجزه عن الوصول إلى مرمى الفريق المقابل.